# Deutsche Leichtathletik-Meisterschaften 1913
Die 16. Deutschen Leichtathletik-Meisterschaften wurden am 17. August 1913 in Breslau veranstaltet.

## Wettbewerbsprogramm
Das Bahngehen über 3000 Meter fand zum letzten Mal statt. 1921 und 1922 kam die Disziplin mit einer Distanz von 5000 Metern nochmals ins Programm und ab 1938 fand sie mit der noch heute üblichen Distanz von 10.000 Metern statt.

## Ausgelagerte Wettbewerbe
Wie schon in den vergangenen Jahren fanden einige Wettbewerbe nicht am Hauptort statt. Ausnahmen waren:
- Zehnkampf – 7. September in Braunschweig
- Waldlauf (erstmals ausgetragen) – 5. Oktober in Berlin
Es war der erste Meisterschaftswettbewerb, bei dem es zusätzlich eine Mannschaftswertung gab, wenn auch mit anderer Wertung als bei den folgenden Meisterschaften.

## Deutscher Marathonlauf
Außerdem gab es auch wieder einen Marathonlauf – 26. Oktober in Berlin über 40,2 km, der allerdings bis 1924 offiziell nicht zu den Meisterschaftswettbewerben gehörte, sondern als „Deutscher Marathonlauf“ unabhängig davon durchgeführt wurde.

## Rekord
Einen neuen deutschen Rekord (DR) im Zehnkampf stellte Karl Halt (MTV München) auf. Nach damaliger Wertung erzielte er 612 Punkte, umgerechnet nach der heute gültigen Tabelle von 1985 entsprachen dies 5714 Punkten.

## Medaillengewinner
| Disziplin                                       | Gold                                                                              | Leistung            | Silber                                                     | Leistung     | Bronze                                   | Leistung                                 |
| ----------------------------------------------- | --------------------------------------------------------------------------------- | ------------------- | ---------------------------------------------------------- | ------------ | ---------------------------------------- | ---------------------------------------- |
| 100 m                                           | Erwin Kern (TSV 1860 München)                                                     | 11,1 s0             | Max Herrmann (Berliner SC)                                 | 11,1 s0      | Richard Rau (SC Charlottenburg)          | 11,2 s0                                  |
| 200 m                                           | Erwin Kern (TSV 1860 München)                                                     | 23,6 s0             | Max Herrmann (Berliner SC)                                 | 23,8 s0      | Otto Wieland (TG in Berlin)              | 24,0 s0                                  |
| 400 m                                           | Max Herrmann (Berliner SC)                                                        | 52,2 s0             | Heinrich Burkowitz (SC Charlottenburg)                     | 52,8 s0      | August Sandvoß (SC Westen 05)            | 53,0 s0                                  |
| 800 m                                           | Georg Mickler (SC Charlottenburg)                                                 | 1:58,4 min          | Georg Amberger (Straßburger FV)                            | 1:59,0 min   | Carl Ernst (Berliner SC)                 | 2:01,0 min                               |
| 1500 m                                          | Georg Mickler (SC Charlottenburg)                                                 | 4:12,1 min          | Walter Sorber (Victoria Hamburg)                           |              | Carl Ernst (Berliner SC)                 |                                          |
| 7500 m                                          | Otto Wagner (VfB Leipzig)                                                         | 24:44,1 min         | Fritz Jordan (SC Komet Berlin)                             | 25:02,2 min  | Gregor Vietz (Berliner AK 07)            |                                          |
| Marathon 40,2 km                                | Hermann Lüdecke (Mittweida)                                                       | 2:34:12,2 h00       | Fritz Blankenburg (Berliner SpVgg)                         | 2:38:10 h000 | Harry Green GBR (Herne Hill Harriers)    | 2:39:54 h000                             |
| 110 m Hürden                                    | Walter Martin (VfB Leipzig)                                                       | 16,1 s0             | Otto Röhr (SC Charlottenburg)                              | 16,5 s0      | keine weiteren Teilnehmer in der Wertung | keine weiteren Teilnehmer in der Wertung |
| 3000 m Hindernis                                | Paul König (Dresdensia Dresden)                                                   | 10:47,4 min         | August Neumann (VfB Breslau)                               |              | keine weiteren Teilnehmer in der Wertung | keine weiteren Teilnehmer in der Wertung |
| 3000-m- Bahngehen                               | Otto Buckow (Berliner AK)                                                         | 13:31,0 min         | Knoth (Berliner BC 03)                                     |              | Dehner (Preußen Ratibor)                 |                                          |
| Hochsprung                                      | Hans Liesche (Eimsbütteler TV)                                                    | 1,77 m              | Willy Förster (SC Germania Magdeburg)                      | 1,77 m       | Fredy Meyer (BFC Preussen)               | 1,54 m                                   |
| Stabhochsprung                                  | Otto Fleiter (VfvB Ruhrort)                                                       | 3,50 m              | Willi Schickram (TG in Berlin)                             | 3,40 m       | Josef Wege (SC Charlottenburg)           | 3,10 m                                   |
| Weitsprung                                      | Alfred Sandvoß (SC Charlottenburg)                                                | 6,78 m              | Erich Zimmermann (Eintracht Braunschweig)                  | 6,77 m       | Albert Weinstein (Berliner SC)           | 6,56 m                                   |
| Kugelstoßen                                     | Karl Halt (TG München)                                                            | 12,88 m             | Franz Buchholz (SC Charlottenburg)                         | 12,35 m      | keine weiteren Teilnehmer am Start       | keine weiteren Teilnehmer am Start       |
| Diskuswurf                                      | Paul Willführ (Berliner SC)                                                       | 39,47 m             | Heinrich Buchgeister (SC Charlottenburg)                   | 39,21 m      | August Kerker (Holstein Segeberg)        | 38,28 m                                  |
| Speerwurf                                       | Heinrich Buchgeister (SC Charlottenburg)                                          | 44,85 m             | Erich Herbst (BFC Preussen)                                | 40,79 m      | Karl Halt (TG München)                   | 39,10 m                                  |
| Zehnkampf (2. Zeile: Pkte. nach 1985er Wertung) | Karl Halt (MTV München)                                                           | 612P DR (5714 P)000 | Friedrich Gerstung (MTV Braunschweig)                      |              | Otto Fleiter (VfvB Ruhrort)              |                                          |
| Waldlauf ca. 7500 m                             | Fritz Blankenburg (Berliner SpVg)                                                 | 39:18,5 min         | Paul König (Dresdensia Dresden)                            |              | Franz Osadnick (Mars Berlin)             |                                          |
| Waldlauf, Mannschaftswertung                    | Berliner SpVgFritz Blankenburg Jander Schneider W. Blankenburg Faust F. Liebscher | 176 P               | SC Komet BerlinFritz Jordan Albert Reichner Rest unbekannt | 160 P        | Berliner SCCarl Ernst Rest unbekannt     | 116 P                                    |